# Three Texas Steers
Three Texas Steers é um filme norte-americano de 1939, do gênero faroeste, dirigido por George Sherman e estrelado por John Wayne, Ray Corrigan e Max Tehune.

## A produção
Este é o vigésimo-segundo filme da série com o trio The Three Mesquiteers, conhecido no Brasil como Os Três Mosqueteiros, Os Três Mosqueteiros do Oeste e ainda Os Três Amigos Valentes. O filme marca a despedida do ventríloquo Max Tehune, depois de atuar em todas as produções, exceto a primeira.
Ray Corrigan, além do costumeiro papel de Tucson Smith, também "interpreta" um gorila.
O filme foi rodado antes, porém lançado somente após a estreia de Stagecoach, para se aproveitar da projeção que aquela película proporcionou a John Wayne.

## Sinopse
Os Três Mosqueteiros ajudam Nancy Evans, proprietária de um circo, quando George Ward, seu gerente, tenta tomar-lhe o rancho que ela herdou. George quer as terras porque o governo vai implantar um projeto de aprimoramento da água.

## Elenco
| Ator/Atriz       | Personagem       |
| ---------------- | ---------------- |
| John Wayne       | Stony Brooke     |
| Ray Corrigan     | Tucson Smith     |
| Max Tehune       | Lullaby Joslin   |
| Carole Landis    | Nancy Evans      |
| Ralph Graves     | George Ward      |
| Roscoe Ates      | Xerife Brown     |
| Collete Lyons    | Lillian          |
| Billy Curtis     | Hércules, o anão |
| Ted Adams        | Steve            |
| Stanley Blystone | Rankin           |
| David Sharpe     | Tony             |
| Ethan Laidlaw    | Morgan           |
| Lew Kelly        | Carteiro         |